# Fiat Albea
Der Fiat Albea ist eine kompakte, viertürige Limousine, die Fiat von Anfang 2002 bis Frühjahr 2012 für die osteuropäischen Märkte in der Türkei produzierte.
In Südamerika heißt dieses Modell Fiat Siena. Lediglich in Mexiko ist der Name Albea weiterhin in Verwendung. Der Albea ist die Stufenheck-Version des Fiat Palio, der in Deutschland nur als Kombi (Palio Weekend) verkauft wurde. Freie Importeure boten den Albea in Deutschland ab 7500 Euro an.
Anfang 2005 wurde der Albea der Palio-Reihe optisch angepasst, die bereits im Sommer 2003 überarbeitet wurde.

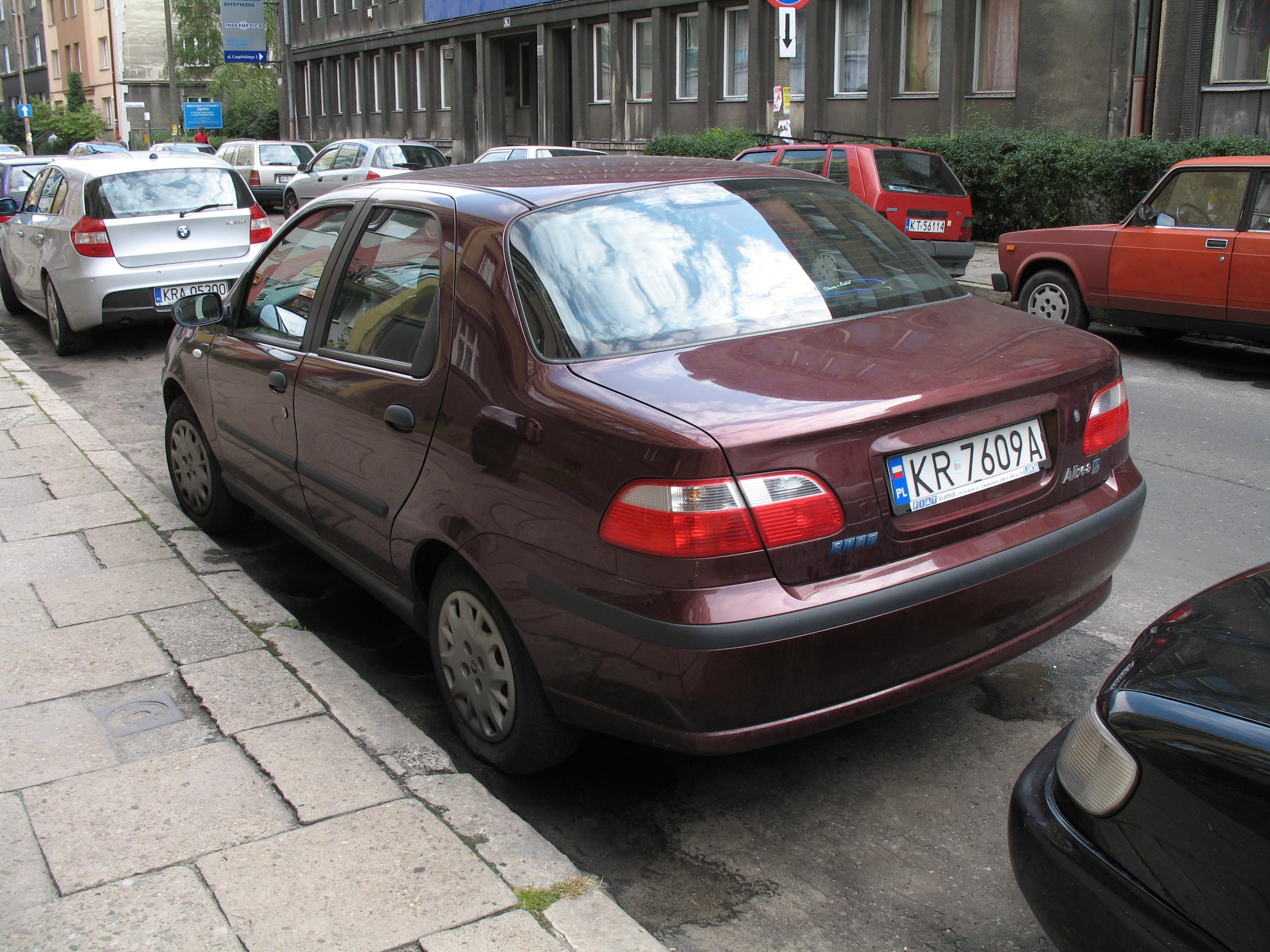
Heckansicht
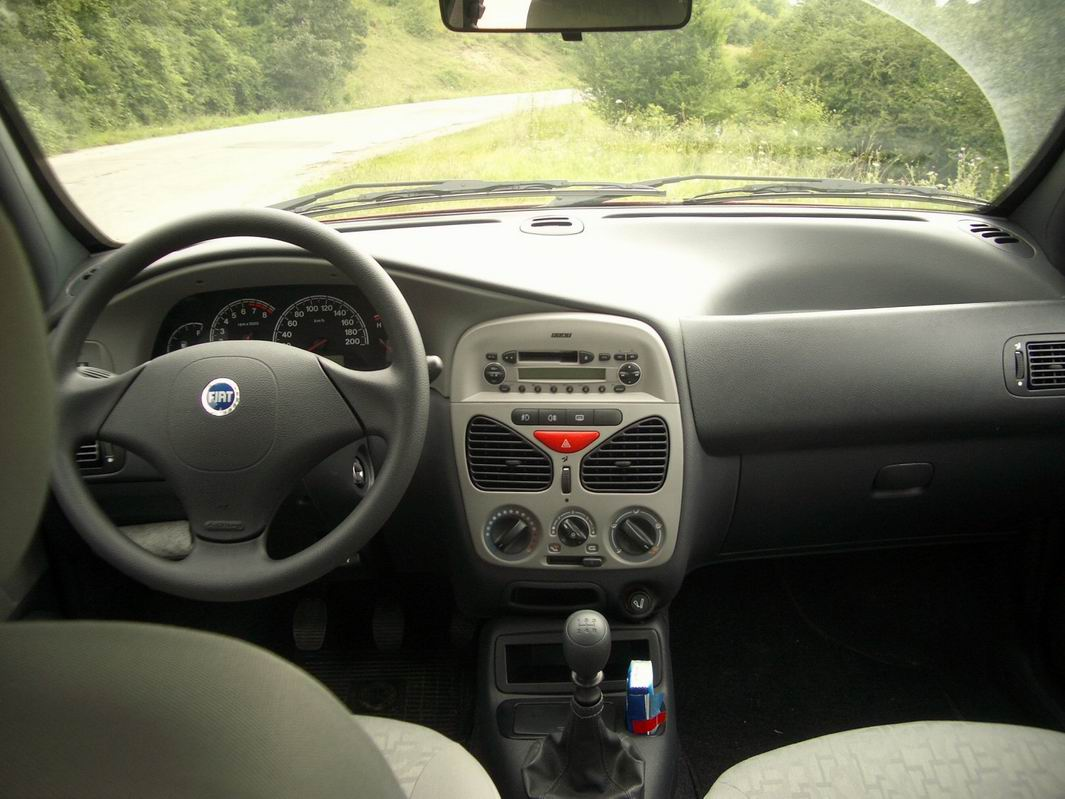
Cockpit
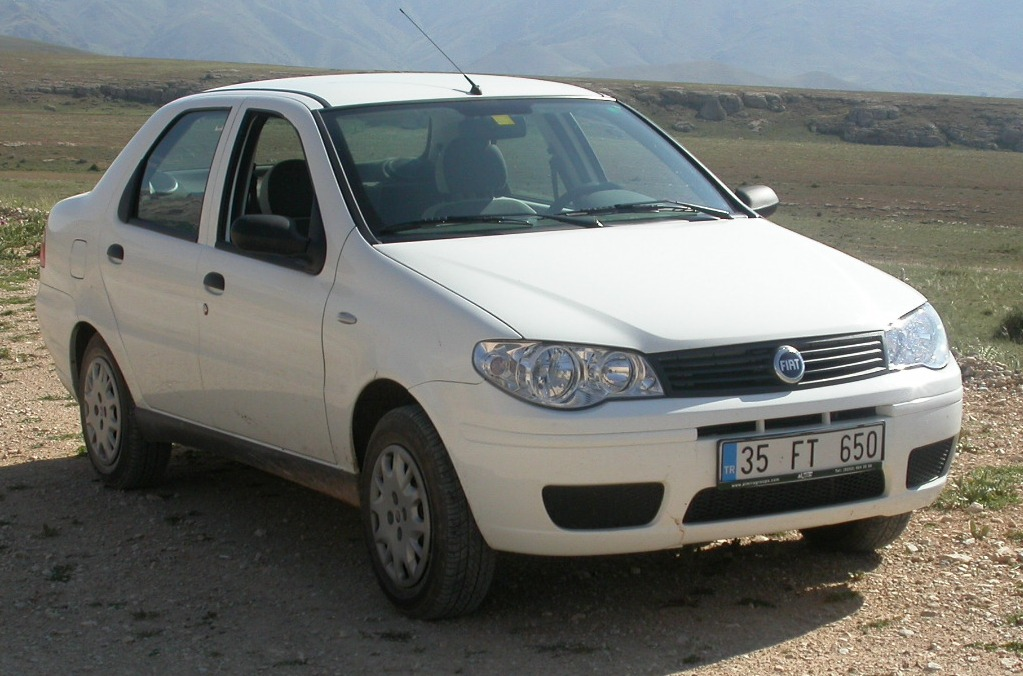
Fiat Albea (2005–2012)
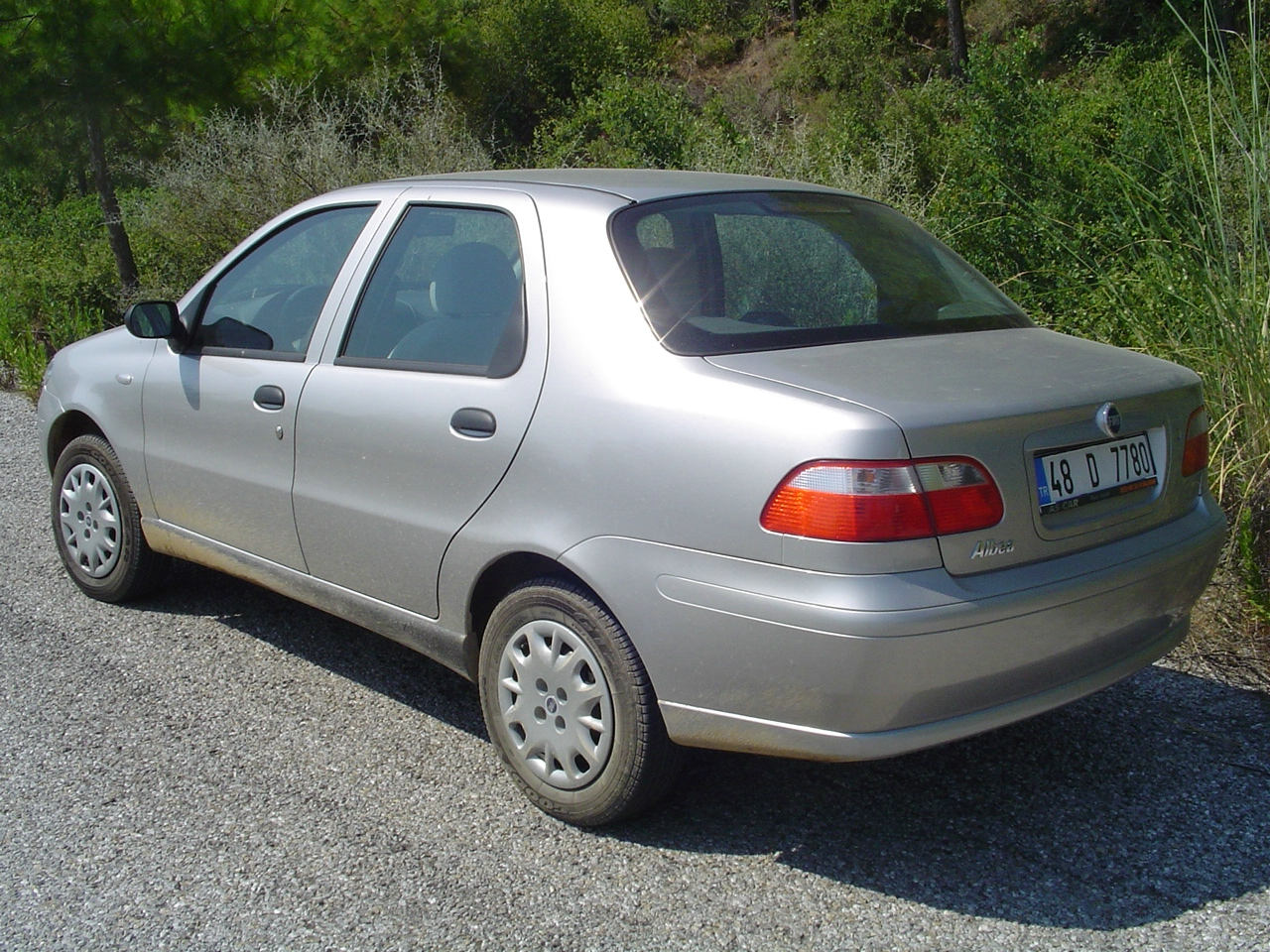
Heckansicht

## Motoren
| Modell   | Hubraum  | Leistung       | Max. Drehmoment |
| -------- | -------- | -------------- | --------------- |
| Benziner |          |                |                 |
| 1.2 8V   | 1242 cm³ | 44 kW (59 PS)  | 102 Nm          |
| 1.2 16V  | 1242 cm³ | 59 kW (79 PS)  | 114 Nm          |
| 1.4 8V   | 1368 cm³ | 57 kW (76 PS)  | 115 Nm          |
| 1.6 16V  | 1596 cm³ | 76 kW (102 PS) | 145 Nm          |
| Diesel   |          |                |                 |
| 1.3 JTD  | 1248 cm³ | 51 kW (69 PS)  | 145 Nm          |